# Directiva de Televisión sin Fronteras
Directiva de Televisión sin Fronteras creada en 1989, es la piedra angular de la regulación audiovisual europea, en el seno de la UE, con medidas como el Libro Verde sobre la concentración de los medios de comunicación en 1992. En  2006 la DTSF es sustituida por la  Directiva de medios audiovisuales sin fronteras, más amplia, que engloba los medios digitales en general, ya que el concepto anterior se quedó obsoleto. 
La TSF poseía un funcionamiento básico, delimitado en el seno de ECOSOC, basado en tres pilares: Mantener el pluralismo e impedir el abuso de posición multisectorial; establecer unas normas de propiedad para tener en cuenta particularidades estatales; elaborar directrices respetuosas con los Estados.
Algunos analistas como Ramón Reig o Aurora Labio Bernal hacen una lectura crítica de Economía Política de la Comunicación a la legislación, para afirmar que progresivamente, las regulaciones del texto legislativo dejarán de versar sobre el pluralismo y la concentración de los medios, para versar sobre contenidos: regulación publicitaria, cuotas, o infraestructura tecnológica. Hasta el informe del año 2007, en el que se afirma que «La concentración y los grandes grupos mediáticos no implican una reducción del pluralismo».
Pese a todo, la Comisión Europea llegó a frenar algunas fusiones durante los últimos años, como la unión de televisiones de pago de Bertelsmann, Kirch y Deutsche Telekom, o las limitaciones en la fusión de industria discográfica de Time Warner con EMI.

## La nueva ley en la Era Digital
La revisión de la Directiva «Televisión sin fronteras» (TSF) se propone adaptar y modernizar las normas vigentes.
La razón de ser fundamental de esta revisión es que se tenga en cuenta la evolución tecnológica y los cambios acaecidos en la estructura del mercado audiovisual. Otros objetivos son aliviar la carga impuesta por la reglamentación a los prestadores de servicios audiovisuales facilitando la financiación de los contenidos audiovisuales europeos.